# Chalo-Saint-Mars
Chalo-Saint-Mars es una población y comuna francesa, ubicada en la región de Isla de Francia, departamento de Essonne, en el distrito de Étampes y cantón de Étampes.

## Demografía
| 826 | 845 | 873 | 978 | 1036 | 1094 |
| Para los censos de 1962 a 1999 la población legal corresponde a la población sin duplicidades (Fuente: INSEE [Consultar]) |     |     |     |      |      |